# 암스트래드 GX4000

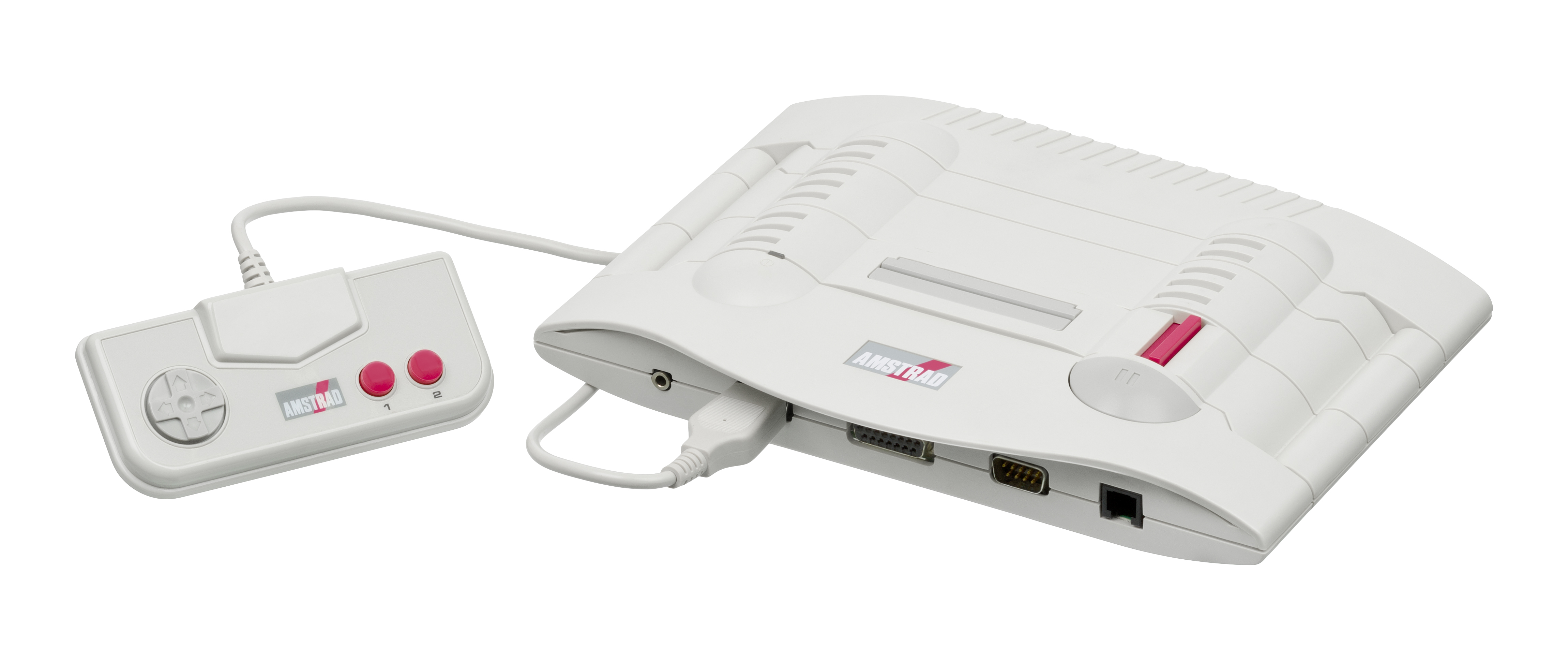
암스트래드 GX4000

암스트래드 GX4000(Amstrad GX4000) 또는 GX4000은 암스트래드에서 제조한 비디오 게임 콘솔이다. 게임 콘솔 시장에 진출하려는 회사의 단기적인 시도였다. 이 콘솔은 1990년 유럽에서 출시되었으며 당시 여전히 인기가 있었던 CPC 기술을 기반으로 한 업그레이드된 디자인이었다. GX4000은 동시에 출시된 암스트래드의 CPC 플러스 컴퓨터 라인과 하드웨어 아키텍처를 공유한다. 이를 통해 시스템은 대부분의 CPC 플러스 소프트웨어와 호환될 수 있었다.
GX4000은 암스트래드가 콘솔 시장에 진출하려는 최초이자 유일한 시도였다. 향상된 그래픽 성능을 제공했지만 시장에서 인기를 얻지 못했고, 빠르게 단종되어 총 15,000개가 판매되었다.